# Winthemia paraguayensis
Winthemia paraguayensis là một loài ruồi trong họ Tachinidae.